# Papel Periódico de La Habana
El Papel Periódico de La Havana (sic) fue el primer periódico oficial que circuló por las calles de La Habana, Cuba, desde el 24 de octubre de 1790 hasta el año 1805.

## Características
Se caracterizaba por ser un periódico bastante parecido a los que circulaban en otras partes del mundo en esa época, haciendo un poco de mayor énfasis a los acontecimientos culturales.

## Surgimiento
El Papel Periódico surge como producto estrecha colaboración con la naciente burguesía criolla interesada en profundizar su participación en el desempeño de la administración del país. El Papel Periódico desde sus comienzos fue una necesidad de los propósitos más avanzados de la sociedad cubana en formación, sugerida por criollos adinerados al gobierno insular. Irrumpió en un momento crítico y en cierta forma transicional, cuando las nuevas ideas no habían tomado aún un perfil muy definido, pero asumió la integración de opiniones, experiencias y pensamientos que defendió el camino cultural que ya no podía ser evadido para los habitantes de la isla de Cuba.

## Desarrollo
La publicación tuvo dos épocas. La primera bajo la conducción, en calidad de fundador, de don Diego de la Barrera y después, bajo el auspicio de la Sociedad Cubana de Amigos del País, que se apoyó en destacadas personalidades para dirigir un periódico a la altura de las exigencias de esos tiempos. Los materiales que constituían su contenido esencial se orientaban hacia una línea preferencial sobre temas de la agricultura, el comercio, y la adquisición de conocimientos científicos naturales en la química, la botánica y su aplicación a la economía, pero aseguró no se excluirían rasgos hermosos: anécdotas, noticias de encuentros en ciencias y artes ni otras dignas del conocimiento público. En sus páginas escribieron figuras tan prestigiosas como Tomás Romay, el padre Caballero, Francisco de Arango Y Parreño, Buenaventura Pascual Ferrer y muchos, ocultos en ocasiones tras un seudónimo.